# Martin Lamble
Martin Francis Lamble (St John Wood, 28 de agosto de 1949 - Watford, 12 de maio de 1969) foi o baterista da banda de rock britânica Fairport Convention. 

## Carreira
O mais velho de três irmãos, Martin foi educado em Priestmead escola primária, Kenton, e mais tarde em UCS, Hampstead.
Ele lançou os três primeiros da banda álbuns, Lamble era o baterista original do grupo Fairport Convention , e embora ele foi apenas com o grupo para os seus dois primeiros anos, ele está em seus três primeiros álbuns. Na verdade, em seus primeiros dias de contrato pré-gravação, a banda utilizada Sean Frater (cujo nome também foi grafada como Shaun Frater em relatórios) na bateria. Em uma mostra em maio de 1967, Lamble subiu para o grupo no final e disse que ele poderia tocar bateria melhor do que Frater; Quase que imediatamente, ele foi auditioned e selecionado como um substituto.
Após a gravação Unhalfbricking, Lamble era o único membro da Convenção de Fairport a falecer em um trágico acidente em uma van em que a maioria do grupo estavam viajando em 12 de maio de 1969 em auto estrada M1, Scratchwood Services, em Watford, Inglaterra. Lamble foi um dos fatores que mudaram Fairport Convention em direção a um repertório mais baseada tradicionalmente, como a banda contratou novo baterista Dave Mattacks e também se esforçou para trabalhar o material totalmente diferente do que eles haviam tocado quando Lamble foi na programação.